# هضم هوائي
الهضم الهوائي هو عملية معالجة الصرف الصحي صممت لتقلل من منسوب الرواسب لجعل المياه أكثر ملائمة  للاستخدام. قد تم تطوير هذه التقنية لتقل، وتستخلص النفايات العضوية (كالطعام، والورق المقوى، ونفايات البستنة) عبر عملية بكتيرية تحدث عند وجود أكسجين كاف. تساهم البكتيريا بشكل دائم في تحويل تلك النفايات إلى ثنائي أكسيد الكربون وماء وكائنات مجهرية ولكن عندما لا يتوفر طعام كاف لتلك الكائنات فإنها تموت وتصبح طعاما للبكتيريا بواسطة تغذية ترممية وتعرف هذه العملية بالتنفس الذاتي، وتساهم تلك العملية في التقليل من النفايات الصلبة في المجارير.

## كيفية الاستخدام
يتم استخدام التحليل الهوائي في محطات تحلية الصرف الصحي بشكل عام حيث يتم خلط مياه صرف تحتوي على البكتيريا الهاضمة مع مياه صرف جديدة التي تحتوى مكونات صلبة أكثر اعتماداعلى ثخانة المياه المراد تحليتها ما يساهم في تقليل نسبة المواد التي يجب تنقيتها في الهاضم. تقسم العملية على مجموعات بأكثر من خزان في آن واحد . يتم ضخ الهواء ما يحفز المكونات الممزوجة (كثاني أكسيد الكربون، والنفايات، ونسب أخرى من غازات مختلفة كبريتيد الهيدروجين) ويتم إزالتها كلها. هذه الغازات تتطلب معالجة لتقليل رائحة الماء الكريهة التي قد تسبب إزعاجا للمرافق السكنية القريبة من محطات التحلية. يستمر الهضم حتى تصل نسبة المواد المتحللة إلى عشرين بالمئة وعشرة بالمئة حسب الاستخدام، وبينما تتم معالجة النفايات من غير مصدر الصرف الصحي النفايات العضوية(كالطعام، والورق المقوى، ومخلفات الزراعة) والتي تبدأ في الاضمحلال؛ لتخلف بعد ذلك مواد يمكن استخدامها كمحسن للتربة أو كوقود حيوي.

## الإيجابيات
لأن التحليل الهوائي يتم بشكل أسرع بكثير من الهضم لاهوائي، لذلك فإن تكاليفه المادية أدنى بكثير وتتم العملية في درجة حرارة الغرفة، وبكيفية أقل تعقيدا من التحليل اللاهوائي، وأسهل حتى في السيطرة عليها.

## السلبيات
تكاليف بدء عملية التحليل الهوائي قد تكون أكبر بكثير منها في التحليل اللاهوائي للحاجة المستمرة لوجود مضخات، ومحركات، وأنابيب التي تستخدم بدورها لضخ الأكسجين. ولكن على أي حال فقد تم تطوير أنظمة فلاتر هواء لا كهربية والتي تستخدم في ضخ الهواء الطبيعي بدلا من ذلك.

## الهضم الهوائي الحراري
أو ما يعرف بل (ATAD)، هي عملية معالجة حمأة مياه الصرف الصحي باستخدام المغذيات في مياه الصرف وحرارة عملية الأيض ؛ لتوليد درجات حرارة مرتفعة داخل المحللات هذه أليف الحرارة في درجات الحرارة قد تصل إلى 55 درجة مئوية، أو أعلى تساهم في التقليل من حدة رائحة العملية مما يجعل مواد صلبة حيوية أكثر ملائمة لإعادة الاستخدام.